# Tjalie Robinson
Tjalie Robinson é o principal pseudônimo do intelectual e escritor Indo (eurasiano) Jan Boon (Nijmegen, 10 de janeiro de 1911; Haia, 22 de abril de 1974), também conhecido como Vincent Mahieu. Seu pai, Cornelis Boon, sargento do Exército Real das Índias Orientais Holandesas (KNIL), era holandês e sua mãe indo-européia Fela Robinson era parte escocesa e javanesa.
É considerado o autor de uma literatura Indo singular. Tjalie Robinson tornou-se o ativista Indo pós-guerra mais influente de sua geração e o mais importante promotor da cultura Indo em qualquer lugar. Em seu ensaio "Sweet Java, sobre Tjalie Robinson." Rudy Kousbroek, um dos principais ensaístas da Holanda, simplesmente o chamou de "um dos maiores escritores holandeses".
Seu objetivo como guardião cultural era preservar a cultura Indo para o futuro ou, como mesmo disse: "Criar monumentos vivos para um passado imortal".
Em sua descrição mais vívida da natureza Indo, Tjalie Robinson escreveu:

"Eu não me importava que as pessoas quisessem me chamar de 'nem peixe nem ave' e quisessem me rotular (um Indo), indonésio ou holandês. Para eles eu só tinha que escolher entre os dois, certo? No entanto, teimosamente chamei a tartaruga de 'nem peixe nem ave', e elogiei este animal como um amante único da terra e do mar que vive até idades muito avançadas, cuja carne tem um sabor excelente e que atravessa oceanos de continente para continente. Eu disse: "Assim como não considero a tartaruga inferior, embora ela não seja nem peixe nem ave, não considero o Indo inferior."

O livro de Tjalie Robinson 'Tjies' foi agraciado com um prêmio literário pelo município de Amsterdã em 1958.
Até hoje, Robinson ainda é o autor holandês mais lido na Indonésia.

## A vida nas Índias Orientais Holandesas
Nascido em Nijmegen, na Holanda, passou os primeiros 44 anos de sua vida nas Índias Orientais Holandesas. Quando era um bebê de 3 meses, sua família voltou para as Índias Orientais Holandesas. Quando criança morou e cursou a escola primária em Meester Cornelis (atual Jatinegara). Frequentou o ensino médio (MULO) em Batávia (atual Jacarta). Embora um estudante ansioso e astuto, também era um atleta e boxeador ávido e completo, ganhando a medalha de prata no salto em altura e a medalha de ouro no pentatlo durante o Campeonato de Atletismo de Java em 1933. Depois de completar a faculdade e o serviço militar obrigatório, casou-se  e tornou-se professor nas chamadas 'Escolas Selvagens (não subsidiadas)' em Java e Sumatra. Em 1936, tornou-se editor colaborador do 'Batavian Newspaper' (holandês: Bataviaasch Nieuwsblad), fundado em 1885 pelo autor P. A. Daum. Foi um dos principais jornais das Índias Orientais Holandesas, que também empregou outros importantes escritores indo, como Karel Zaalberg, Ernest Douwes Dekker e Victor Ido.
Durante a Segunda Guerra Mundial (1942–1945), foi internado em vários campos de concentração japoneses, como Tjimahi e a infame prisão de Changi. Preso em Tjimahi, Tjalie Robinson continuou escrevendo. Tjalie fazia parte de um pequeno grupo de intelectuais (incluindo Leo Vroman e Rob Nieuwenhuys) que se dedicava à atividade cultural. Por um tempo, Tjalie Robinson foi capaz de imprimir um periódico de campo chamado 'Kampkroniek' (Crônicas do acampamento) e um panfleto chamado 'Onschendbaar Domein' (Domínio Inviolável). A horrível experiência de guerra obviamente influenciou sua filosofia de vida, no entanto, nunca escreveu muito sobre seus anos como prisioneiro de guerra. Na ocasião, tentou refletir com uma mistura incômoda de vergonha e fascínio:

"Às vezes, relutantemente, olho para trás naquela época que deveria odiar. (60 anos e 60 mil emoções reunidas em 1 noite.) Cercado por situações de risco de vida e você sabe que está sozinho contra o Destino. Lute, Johny Brown, lute. Úlceras, malária, difteria, bullits e minas terrestres. [. . . ] Conhecendo a exaustão física, o fedor dos pântanos, o chocalhar das cobras, os campos de caça anacóica."

Após a guerra, sobreviveu ao tumulto do período Bersiap (1945–1946) e até trabalhou como editor-chefe da revista Wapenbroeders (Irmãos de Armas), onde também foi o criador da popular série de desenhos animados 'Taaie & Neut'. Em 1946, foi promovido a capitão e serviu como correspondente de guerra para o Gabinete de Relações Públicas do KNIL (holandês: Leger voorlichtings dienst), entre outros, na volátil região de Kediri, Java Oriental.
Depois que a Indonésia conquistou a independência, casou-se novamente em 1950 e mudou-se para Bornéu com sua nova esposa, que trabalhava para a corporação Bruynzeel na indústria madeireira. Lá adotou o pseudônimo de 'Vincent Mahieu' (em homenagem a Auguste Mahieu (1865–1903), fundador da ópera Komedie Stamboel Indo) e escreveu grande parte de seu trabalho para os livros 'Tjies' e 'Tjoek'.
Sua esposa Lillian Ducelle relembra:

...ele estava em casa escrevendo. Morávamos fora da cidade ao longo de um rio. Ratos do tamanho de gatos corriam pela nossa casinha. Às vezes não tínhamos água ou eletricidade - mas divertiamo-nos muito. Em nosso tempo lá, Tjalie escreveu a maior parte de sua obra 'Vincent Mahieu'. Máquina de escrever em uma caixa de madeira virada, continuou digitando. Uma vez disse: "É aqui que eu moro."

O estudioso, tradutor e poeta E.M. Beekman descreve a obra da seguinte forma: "Essas histórias mostram um talento refinado, uma imaginação poderosa, um intelecto curioso e muito sentimento." Ambos os livros foram traduzidos para o indonésio em 1976 por HB Jassin. O último livro em alemão em 1993 por W.Hüsmert. As traduções para o inglês de M. Alibasah foram publicadas em 1995.
De 1952 a 1954, trabalhou como jornalista para o jornal 'Nieuwsgier', onde refletia continuamente sobre a vida em sua pátria em constante mudança e escreveu a maior parte de seu trabalho muitas vezes reimpresso 'Piekerans van een straatslijper'. 'Piekerans' (reflexões) é a palavra Petjok que Tjalie Robinson usou para nomear seus ensaios semanais no jornal, que em essência não diferem significativamente do trabalho de seu famoso contemporâneo holandês na Holanda Simon Carmiggelt. Juntos, seu trabalho se transformou em um gênero separado na literatura holandesa e encontrou sucessores, entre outros, Rudy Kousbroek. Tjalie também se tornou editor colaborador da revista cultural e literária 'Orientatie', que publicou muitos de seus contos. Em sua escrita de histórias, se destacou como um intérprete literário da vida cotidiana dos Indos nas Índias Orientais Holandesas.

## A vida nos Países Baixos
Em 1955, partiu para os Países Baixos e morou primeiro em Amsterdã e depois em Haia, onde se tornou um zeloso ativista pela preservação da cultura indo. Inicialmente, escreveu colunas refletindo sobre o repatriamento no jornal holandês ' Het Parool', onde se tornou colega direto de Simon Carmiggelt, e simultaneamente manteve o atendimento aos indos ainda na Indonésia, escrevendo para o 'De Vrije Pers' (The Free Press) baseado em Surabaya. Tjalie originalmente tentou encontrar conexão com o estabelecimento cultural e literário da Holanda, mas não querendo assimilar, queria estabelecer sua própria rede cultural de autores e artistas indo. Para preparar a autora indo de 62 anos, Maria Dermoût, que estreou com sucesso em 1955, escreveu para ela: "Eu sou a Sra. Dermoût, uma criança descalça dos mares livres e das montanhas livres. Mesmo quando a morte seria minha previsão, continuarei lutando contra uma injustiça que não me ameaça pessoalmente, mas nossa consciência cultural (se é que existe tal coisa)."
Começou uma revista de curta duração chamada 'Gerilja' (Guerrilha), com o subtítulo 'Revista para a autopreservação', após a qual assumiu a responsabilidade editorial da revista mensal 'De Brug' (A Ponte) em 1957, que queria transformar em uma revista Indo semanal. Esta tornou-se a predecessora de sua revista 'Tong Tong', com o subtítulo 'A única revista Indo na Holanda', criada um ano depois (1958) e que vive até hoje sob o nome de 'Moesson'. O principal público-alvo da revista era a comunidade Indo na diáspora. Em seu auge em 1961, a revista tinha 11.000 assinantes pagantes e alcançou cerca de 77.000 leitores, um terço da comunidade Indo na Holanda. Outro monumento vivo de suas realizações é o Pasar Malam Besar anual (renomeado para ' Tong Tong Fair ' em 2009), que co-fundou em 1959.
Em um exemplo de 1958 de como Tjalie Robinson usou a Tong Tong Magazine para elucidar sua própria comunidade Indo e a opinião pública holandesa, sua reação editorial a um estudo do governo sobre a repatriação da Indonésia contradiz a noção generalizada de que a cultura Indo era apenas uma fachada fina colocada sobre um fundação holandesa. Usando a evidência de nomes de família portugueses seculares que muitos indos carregavam e relações de parentesco matriarcal dentro das comunidades eurasianas, argumentou que, na origem, os indos surgiram de uma antiga cultura mestiça que remontava ao início do envolvimento europeu na Ásia.
Quando em 1960 e 1961 publicou sua obra mais conhecida, respectivamente os livros Tjies e Tjoek, os críticos literários holandeses imediatamente elogiaram seu estilo e narrativa. No entanto, eles acharam difícil compreender o ambiente indiano que estava descrevendo. Ele mesmo, consequentemente, decidiu dar todo o seu foco ao avanço da comunidade Indo na diáspora e aos objetivos sociais que acoplou a isso, publicando apenas em sua própria revista. Em 1963, escreveu: "Eu não poderia me importar menos com a vida literária, na realidade isso significa apenas seu nome em uma estante. A escrita deve ter uma função social viva. 90% do que chamamos de literatura é apenas fraseologia, embelezamento obsequioso e blatherskite."
Tjalie Robinson desenvolveu uma filosofia de vida que envolve a natureza da Caça, escrevendo regularmente sobre a prática da caça como uma parábola para uma vida 'real' e 'verdadeira' como a via. Em suas histórias, a Caçada frequentemente retorna como um tema para explorar intelectualmente a vida 'perigosa' e 'corajosa' e particularmente para retratar a vida e a cultura dos Indos. Na Holanda, emergiu como um crítico ferrenho da assimilação, colocando o estilo de vida caçador do Indo em oposição ao estilo de vida mundano do Ocidente.
Seu grande feito foi ter preservado sozinho a histórica cultura Indo híbrida das Índias Orientais Holandesas na literatura.

...com a sabedoria da retrospectiva, agora sabemos que Tjalie Robinson foi um dos escritores mais originais da literatura holandesa do pós-guerra, que na hora exata garantiu algo que de outra forma teria sido perdido para nós: como as pessoas sentiam, pensavam e falavam em o mundo agora perdido da comunidade Indo em Java. Rudy Kousbroek, 1989.

## Anos finais
Em busca de uma visão global sobre a cultura indo e em um esforço contínuo para resistir à assimilação, Tjalie Robinson viajou para a América Latina, onde comparou a comunidade indo com os povos mestiços daquele continente. Já nas Índias Orientais Holandesas havia admirado o status da língua crioula Papiamento e as expressões culturais das Antilhas Holandesas. Ele também simpatizava com os escritos filosóficos do ensaísta espanhol Jose Ortega y Gasset, um franco proponente do perspectivismo e em 1961 até iniciou a criação de um enclave indo na Espanha, chamado 'El Atabal'.
Mais tarde, se mudou para os Estados Unidos (1963–1968) e morou em Whittier, Califórnia, onde fundou 'The American Tong Tong'. Ele sentiu que havia menos resistência nos EUA ao perfil étnico das minorias e para criar um santuário cultural para os indos, montou o Centro Comunitário Indo 'De Soos' em Victorville, perto de Los Angeles, que só permitia a adesão de pessoas que também assinavam a revista 'American Tong Tong'.
Já antes de sua emigração para os EUA, estava cheio de admiração pela multicultural cidade de Nova York e escreveu: "Todas essas diferentes minorias étnicas (na cidade de Nova York) podem ser quem são (somente na Holanda ainda acreditamos na loucura da assimilação) e – por mais estranho que pareça – são todos americanos. E agora veja como eles afetam Nova York. Todas essas pessoas que podem permanecer fiéis a si mesmas, dão seu próprio talento e caráter à vida americana."
Sua obra literária encontrou comparações com Flannery O'Connor, escritora de Mystery and Manners. Prosa ocasional. (assim como outros autores do sul dos Estados Unidos, como Faulkner e Eudora Welty), que escreveram apropriadamente que "um grande talento pode colocar uma pequena história local sob uma luz universal". Em sua análise de Tjalie Robinson, o professor EM Beekman também apontou que frequentemente citava ou se referia a autores americanos como: Mark Twain, Henry Miller, Tennessee Williams, TS Eliot e até mesmo Robert Frost quando ainda era um escritor desconhecido na Europa.
Para salvar a revista holandesa 'Tong Tong', que sofria com o número cada vez menor de assinantes, voltou à Holanda em 1968, onde passou os últimos anos de sua vida. Tjalie Robinson morreu em 1974. A necrologia deste " visionário de vanguarda " diz: "Em Haia, aos 63 anos, faleceu a jornalista e autora Indo Tjalie Robinson. Após seu retorno da Indonésia, deu de todo o coração para preservar a identidade única da comunidade Indo na Holanda. [. . . ] Muitos de seus esforços encontraram resistência, mas a apreciação foi fundamental."
Suas cinzas foram espalhadas no mar de Java em Sunda Kelapa em Jacarta no mesmo ano. Seu filho relembra: "Então - sob os sons suaves da música Kroncong - a urna foi lentamente esvaziada no mar. Tjalie estava em casa."

## Legado
Parte de seu legado literário é o fato de que ele escreveu grande parte de sua obra na língua Indo mix chamada Petjok, também conhecida como petjo ou pecuk, dando-lhe um status que nunca teve nas Índias Orientais Holandesas e fornecendo pesquisa linguística acadêmica um substancial base de dados. Seu trabalho varia entre a reminiscência melancólica dos Indos na diáspora, captada no termo Tempo Doeloe, o posicionamento da identidade Indo pós-colonial e o estudo de um domínio cultural eurasiano global.

...uma figura notável que ajudou a moldar e transmitir o legado do passado colonial holandês das Índias Orientais, Tjalie Robinson. Um autor que foi uma voz proeminente não só no período colonial, mas também ao longo dos anos da descolonização, e durante a era pós-colonial que se seguiu. Em sua vida e obra pode ser detectado um reflexo dos processos de mudança do século XX nas relações entre a Holanda e sua ex-colônia no Oriente. (Professor Dr. Wim Willems descrevendo Tjali Robinson como um mediador cultural do Oriente.)

Sua maior conquista, conforme descrito por Kousbroek, pode ter sido que o fato que Tjalie era: "... o único que restaurou seu auto-respeito (Indo) e nos concedeu uma visão de sua cultura e escreveu sobre isso com a mão de um mestre."
Seu trabalho ainda é reeditado regularmente pela editora Moesson, Haia. e frequentemente citado em estudos acadêmicos.
Em 1992, na fachada do local de nascimento de Tjalie Robinson, Dominicanenstraat 117 em Nijmegen, um memorial foi inaugurado pelo 'Literary Cafe Nijmegen', em colaboração com o município de Nijmegen e o 'Cultural Council Gelderland'.
Em 2008, foi anunciado que uma praça levaria seu nome em Haia.
Em 2008 Wim Willems publicou sua biografia: Tjalie Robinson, escritor Indo e em 2009 suas cartas compiladas Escrevendo com seus punhos, cartas de Tjalie Robinsons pelas quais o autor recebeu o prêmio literário 'Witte Prijs' em 2010.
Em 2009, comemorando a morte de Tjalie Robinson, há 35 anos, uma peça de teatro multimídia moderna baseada em suas histórias foi apresentada em Bandung e Jacarta, na Indonésia. A peça também foi encenada durante a Feira Tong Tong 2011 em Haia, Holanda.
A revista 'Tong Tong', renomeada para 'Moesson' em 1978 continua até hoje sob a gerência de sua viúva, Lillian Ducelle como diretora e editora-chefe desde 1993. Lillian Ducelle: "Não posso substituir meu marido, mas posso continuar seu trabalho." 50 temporadas de edições publicadas da revista holandesa e americana estão disponíveis online no arquivo digital do site oficial.
A revista 'American Tong Tong', renomeada 'The Indo' vive até hoje com Rene Creutzburg como editor e editor, que em 2007 foi premiado com uma fita real na 'Ordem de Orange-Nassau' por seus esforços nos últimos 44 anos.  Esta revista em holandês e inglês ainda é um órgão oficial do Centro Comunitário Indo 'De Soos', estabelecido por Tjalie Robinson em 1963.
Sua Feira Tong Tong continua sendo um evento anual em Haia e muitos eventos Pasar Malam inspirados por ela são realizados anualmente em toda a Holanda.

## Família
Casou-se com Edith de Bruijn em 1934. Após sua morte em 1938, casou-se com Ivonne Benice Christine Niggebrugge em 1940. Após o divórcio em 1949, se casou com Lilly Mary Hermine van Zele, também conhecida como Lillian Ducelle, em 1950. Teve 1 filho e 2 filhas do primeiro casamento, 1 filho e 1 filha do segundo casamento e 1 filho e 1 filha do terceiro casamento. Muitos membros de sua família (esposa, filhos, netos) estavam ativamente envolvidos na administração de sua revista e festival.

## Publicações (seleção)
- 1960 Tjies (pseudônimo Vincent Mahieu) Primeira edição 1955. Segunda edição 1958.
- 1961 Tjoek (pseudônimo Vincent Mahieu)
- 1965 Piekerans van een straatslijper (pseudônimo Tjalie Robinson) Compilação de colunas do jornal 'Nieuwsgier'.
- 1974 Piekeren in Nederland (pseudônimo Tjalie Robinson) Compilação de colunas do jornal 'Het Parool'.
- 1974 Piekerans bij een voorplaat (ed. L. Ducelle)
- 1979  'Memory and agony: Dutch stories from Indonesia (coletado e introduzido por Rob Nieuwenhuys, traduzido para o inglês por Adrienne Dixon)
- 1984 Ik en Bentiet (pseudônimo Tjalie Robinson) Diálogos na língua creole Petjo em contexto narrativo.
- 1989 Schuilen voor de regen (pseudônimo Vincent Mahieu)
- 1990 Schat, schot, schat (pseudônimo Vincent Mahieu)
- 1992 Verzameld werk (pseudônimo Vincent Mahieu)[48]
- 1992 Didi in Holland (pseudônimo Didi) Ensaios escritos sob o pseudônimo Didi de sua coluna no jornal Het Parool.
- 1993 The Hunt for the Heart: Selected Tales from the Dutch East Indies (pseudônimo Vincent Mahieu) Obra traduzida para o inglês por Margaret M. Alibasah.[49]
- 2009 Schrijven met je vuisten; brieven van Tjalie Robinson By Willems, Wim (Publisher: Prometheus, 2009) ISBN 978-90-446-1197-7

### Outros autores Indo
- Victor Ido (1869–1948)
- Ernest Douwes Dekker (1879–1950)
- Maria Dermoût (1888–1962)
- Beb Vuyk (1905–1991)
- Rob Nieuwenhuys (1908–1999)
- Ernst Jansz (nascido em 1948)
- Alfred Birney (nascido em 1951)
- Marion Bloem (nascido em 1952)
- Theodor Holman (nascido em 1953)